# Gotha G.III
El Gotha G.III fue un bombardero pesado biplano bimotor propulsor, usado por el Luftstreitkräfte (Servicio Aéreo Imperial Alemán) durante la Primera Guerra Mundial.

## Diseño y desarrollo

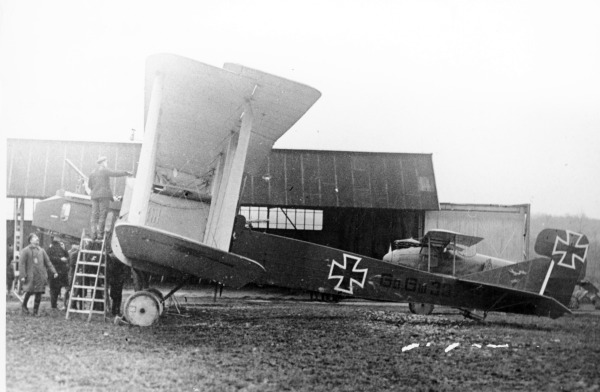
Un bombardero Gotha G.III de la colección de Raymond Wagner

Reemplazó al G.II en la línea de producción y se diferenciaba de él principalmente en la planta motriz y en detalles en el armamento. Los poco fiables motores V8 Mercedes D.IV del G.II fueron reemplazados por los nuevos motores lineales de seis cilindros Mercedes D.IVa de 190kW (250 hp). El G.III también poseía un fuselaje reforzado, con una ametralladora extra de 7,92 mm disparando a través de un túnel ventral que protegía la parte inferior de la cola.

## Historia operacional
La mayor parte de los 25 aviones G.III producidos fue entregada al Kampfgeschwader der Obersten Heeresleitung (Kagohl) 1, operando en los Balcanes desde Hudova, estando bajo control directo del Alto Mando del Oberste Heeresleitung del Ejército Alemán. El servicio de combate del G.III fue limitado y su logro más notable ocurrió en septiembre de 1916, cuando una formación de G.III destruyó un puente ferroviario sobre el Danubio en Cernavodă, Rumania. También lo utilizó el Kagohl 2 en el Frente Occidental, operando desde Friburgo de Brisgovia. Tras la entrega de los G.III a esta unidad, su comandante se quejó a Berlín de las prestaciones de los aviones, porque superaban a sus cazas de escolta. En septiembre de 1917, los aviones supervivientes fueron relegados a unidades de entrenamiento.

## Operadores
Imperio Alemán
- Luftstreitkräfte

## Especificaciones

### Características generales
- Tripulación: Tres
- Longitud: 12,2 m (40 ft)
- Envergadura: 23,7 m (77,8 ft)
- Altura: 3,9 m (12,8 ft)
- Superficie alar: 89,5 m² (963,4 ft²)
- Peso vacío: 2383 kg (5252,1 lb)
- Peso cargado: 3618 kg (7974,1 lb)
- Planta motriz: 2× motor lineal de 6 cilindros refrigerado por agua Mercedes D.IVa.
  - Potencia: 193 kW (266 HP; 262 CV) cada uno.
- Hélices: 1× propulsora bipala de paso fijo por motor.

### Rendimiento
- Velocidad máxima operativa (Vno): 135 km/h (84 MPH; 73 kt)
- Alcance: 3 h 45 min

### Armamento
- Ametralladoras: 

  - 2/3x Parabellum MG 14 de 7,92 mm
- Bombas: Hasta 1235 kg

## Aeronaves relacionadas

### Desarrollos relacionados
- Gotha G.II

### Aeronaves similares
- AEG G.IV
- Friedrichshafen G.II
- Letord Let.5
- Sikorsky Ilya Muromets
- Handley Page Type O

### Secuencias de designación
- Secuencia G._ (bombarderos biplano bimotor armados del Idflieg, para Gotha): G.I - G.II - G.III - G.IV - G.V - G.VI →